# Smarta
El smartismo es un neologismo que deriva de la palabra sánscrita smarta, y se refiere a una denominación religiosa del hinduismo.
También se la llama «tradición smarta» (o smarta sampradaya, en sánscrito).
El término smarta hace referencia a los adherentes al hinduismo que siguen los shastras (escrituras sagradas hindúes) smriti.
Principalmente —aunque no únicamente— siguen la filosofía vedanta aduaita (no dual) de Adi Shankara, el monje filósofo conocido como el shan mata sthapana acharya, ‘fundador del sistema de seis escuelas’. Shankara predicó a lo largo y ancho de su país para consolidar todas las fes hindúes bajo la bandera de la doctrina Advaita Vedanta.
Para unificar la adoración en toda la India, Shankara popularizó el antiguo altar smarta de cinco deidades hinduistas: Gaṇapati, Sūria, Viṣṇú, Śiva y Śakti, y agregó a Kumara.
De estos seis, los devotos pueden elegir una ‘deidad preferida’, o ishta devata.
Cada uno de estos dioses se consideran un reflejo del Saguna Brahman (Dios, con cualidades), como opuesto al Nirguna Brahman (Dios, sin ninguna cualidad que lo califique).
Hay muchos smartas que son seguidores del gurú shivaísta Shivaya Subramuniya Swami.

## Etimología
En sánscrito, smārta es una derivación del término smriti (recuerdo, tradición).
Smarta significa ‘basado en los [textos] smriti’.
Los smriti son textos basados en las doctrinas védicas. En general engloban los Itiajasa (tales como el Majábharata o el Ramaiana), los Puranas y los dharma sastras (los libros de religión y moral, como las Leyes de Manu).
El concepto de smarta se opone al de śrauta, que significa ‘basado en los Śruti’.
Los shrutis (‘escuchados [directamente de Dios]’) son los textos sagrados principales como los cuatro Vedas y las más de cien Upanishad.